# Eva Hatzelmann
Eva Hatzelmann, verheiratete Hatzelmann-Zeussel, (* 1938 in München) ist eine deutsche Volksschauspielerin und Bühnenautorin.

## Leben
Eva Hatzelmann wuchs in Oberammergau auf und absolvierte die Schauspielschule in Hamburg. Sie war als Schauspielerin an verschiedenen deutschen Bühnen engagiert, etwa am Gärtnerplatz-Theater München, und ist außerdem als Autorin für Bühnenwerke, Hörfunk- und Fernsehserien tätig. Sie wirkte seit Ende der 1970er-Jahre in mehreren bekannten Fernsehserien mit, darunter in Weißblaue Geschichten, in der Rolle der Wirtin in Meister Eder und sein Pumuckl (mit Gustl Bayrhammer), Peter Steiners Theaterstadl und Chiemgauer Volkstheater.
Als Autorin hat sie die Stücke Antiquitäten, Da war doch noch was, Der blaue Heinrich, Die Kartenlegerin, Die Pfarrersköchin, Immer wieder Samstags, Jedem die Seine, Lügen haben lange Beine, Prost Oskar!, Schöne Bescherung, Sexy Sepp, Starker Tobak und Thea Witt macht nicht mit verfasst oder bearbeitet.
Sie war mit dem 2009 verstorbenen Schauspieler Werner Zeussel verheiratet.

## Filmografie (Auswahl)

### Filme
- 1982: Meister Eder und sein Pumuckl
- 1985: Seemann, gib Obacht!

### Fernsehserien
- 1981: Der Alte – (Folge 53: Die Unbekannte)
- 1982: Meister Eder und sein Pumuckl (1.01,1.17,1.19,2.17,2.20,2.26. 6 Folgen)
- 1983: Polizeiinspektion 1
- 1984: Franz Xaver Brunnmayr (4 Folgen)
- 1983: Weißblaue Geschichten
- 1992–1995: Chiemgauer Volkstheater:
  - 1992: Liebe und Blechschaden
  - 1993: Immer wieder Samstags
  - 1995: Der Narrenzettel
- 1997: Ein Bayer auf Rügen
- 1979–2002: Der Komödienstadel
  - 1979: Der Geisterbräu
  - 1994: Die goldene Gans
  - 2000: S'Herz am rechten Fleck
  - 2002: Heldenstammtisch
- 2002: Tierarzt Dr. Engel
- 2002: Der Bulle von Tölz: Mörder unter sich
- 2006: Um Himmels Willen